# Darja Nikolajevna Saltykova
Darja Nikolajevna Saltykova, född 1730, död 1801, var en rysk adelsdam, godsägare och dömd massmördare. Hon arresterades 1762 för mordet på 138 kvinnliga livegna och dömdes som skyldig. Hon fick stå vid skampålen i Moskva och fängslades sedan resten av livet i kloster. 
Saltykova blev änka 1756 och fick då enskild kontroll över stora jordegendomar med många livegna. Hon ska ha förorsakat 138 kvinnliga livegnas död genom tortyr och misshandel. Tack vare kontakter blev dock alla klagomål avvisade. 
År 1762 lyckades dock anhöriga till ett mordoffer framföra ett klagomål direkt till Katarina den stora. Saltykova sattes då i förvar fram till att rättegången kunde hållas år 1768. Hon dömdes som skyldig till åtminstone 38 av de hundratals mord som hade skett på hennes livegna. Eftersom dödsstraff vid denna tid var olagligt och Katarina II dessutom behövdes adelns stöd, dömdes Saltykova till livstids fängelse i ett kloster i Moskva. Innan straffet avtjänades fick hon stå vid skampålen under en timmes tid.